# ماجد الخواجا
ماجد الخواجا باحث وناشط سياسي وكاتب صحفي أردني. كتب في مجال الكتابة الناقدة والساخرة في الصحف الأردنية. له كتب في مجال الكتابة الناقدة والساخرة بعنوان «كلّه تمام- خلقنا لنعترض». يحمل درجة الدكتوراه في إعادة هندسة الإدارة. عمل مستشاراً إعلاميا ومديراً في التدريب المهني. يكتب في العديد من الصحف الأردنية والعربية والمجلات العلمية. ومن كتبه الساخرة المنشورة «خلقنا لنعترض»، و«كله تمام».